# Horst-Dieter Krus
Horst-Dieter Krus (* 23. Dezember 1949 auf der Abbenburg, Brakel, Kreis Höxter; † 8. Juni 2018) war ein deutscher Autor, Heimatforscher und Archivar.

## Leben
Nach dem Studium der Geographie und der Anglistik an der Universität Göttingen arbeitete er zunächst in einigen ortsgeschichtlichen Projekten und danach bis zu seiner Pensionierung als Kreisarchivar im Kreis Höxter. Er war in dieser Funktion auch Redakteur des Kreisjahrbuchs. Zudem war er Heimatgebietsleiter der Ortsheimatpfleger für das Hochstift Paderborn und das Corveyer Land.
Neben den Stadtgeschichtsmonographien sind seine Werke und seine Forschung zur Judenbuche bekannt. Dabei erforschte er detailliert und wissenschaftlich basiert die historischen Umstände, in denen die Novelle Die Judenbuche von Annette von Droste-Hülshoff entstanden ist. Er war auch Initiator des Urdorfmuseums in Bellersen.
Zum 1000-jährigen Jubiläum seines Heimatortes Bellersen im Jahr 2015 veröffentlichte Krus sein 620 Seiten starkes Werk Nachrichten aus B. Kleine Chronik des Dorfes Bellersen.

## Haus Krus
2016 wurde im Werkhaus Bellersen die von Horst-Dieter Krus gestaltete Ausstellung mit den Ergebnissen seiner Untersuchungen zu den geschichtlichen Hintergründen der „Judenbuche“ eröffnet. Nach seinem Tod beschloss die Dorfgemeinschaft, seine Sammlung zu bewahren und zugänglich zu machen. Dazu wurde von 2020 bis 2023 in seinem einstigen Wohnhaus in Bellersen ein kleines Museum eingerichtet. Es zeigt die Umwelt und die Zeitläufte, in der die Novelle spielt, sowie die Geschichte ihrer Rezeption.

## Werke
- Nachrichten aus B. Kleine Chronik des Dorfes Bellersen, 2015
- Mordsache Soistmann Berend; Höxter: Huxaria, 1997, 2., verb. Aufl.
- 1150 Jahre Rösebeck Borgentreich: Stadt Borgentreich, 1990
- 700 Jahre Borgholz, Borgentreich: Stadt Borgentreich, 1990
- Heimatbuch der Stadt Wünnenberg – Wünnenberg: Stadt Wünnenberg, 1987